# 包科尼翼龍
包科尼翼龍（學名：Bakonydraco）是翼龍目古神翼龍科的一屬，化石發現於匈牙利維斯普雷姆州Iharkút村的鋁土礦露頭，屬於Csehbánya組，位於包科尼地区附近，地質年代為白堊紀晚期的桑托階。
在2005年，大衛·韦尚普尔（David Weishampel）等人將這些化石敘述、命名，模式種是Bakonydraco galaczi。屬名意為「包科尼的龍」；種名是以協助挖掘工作的András Galácz教授為名。包科尼翼龍是第一個發現於匈牙利的翼龍類。
正模標本（編號MTM Gyn/3）是一個幾乎完整的下頜。副模標本（編號MTM Gyn/4, 21）是一個部分下頜前段。另外，發現於當地的翼骨、頸椎，也被歸類於包科尼翼龍。

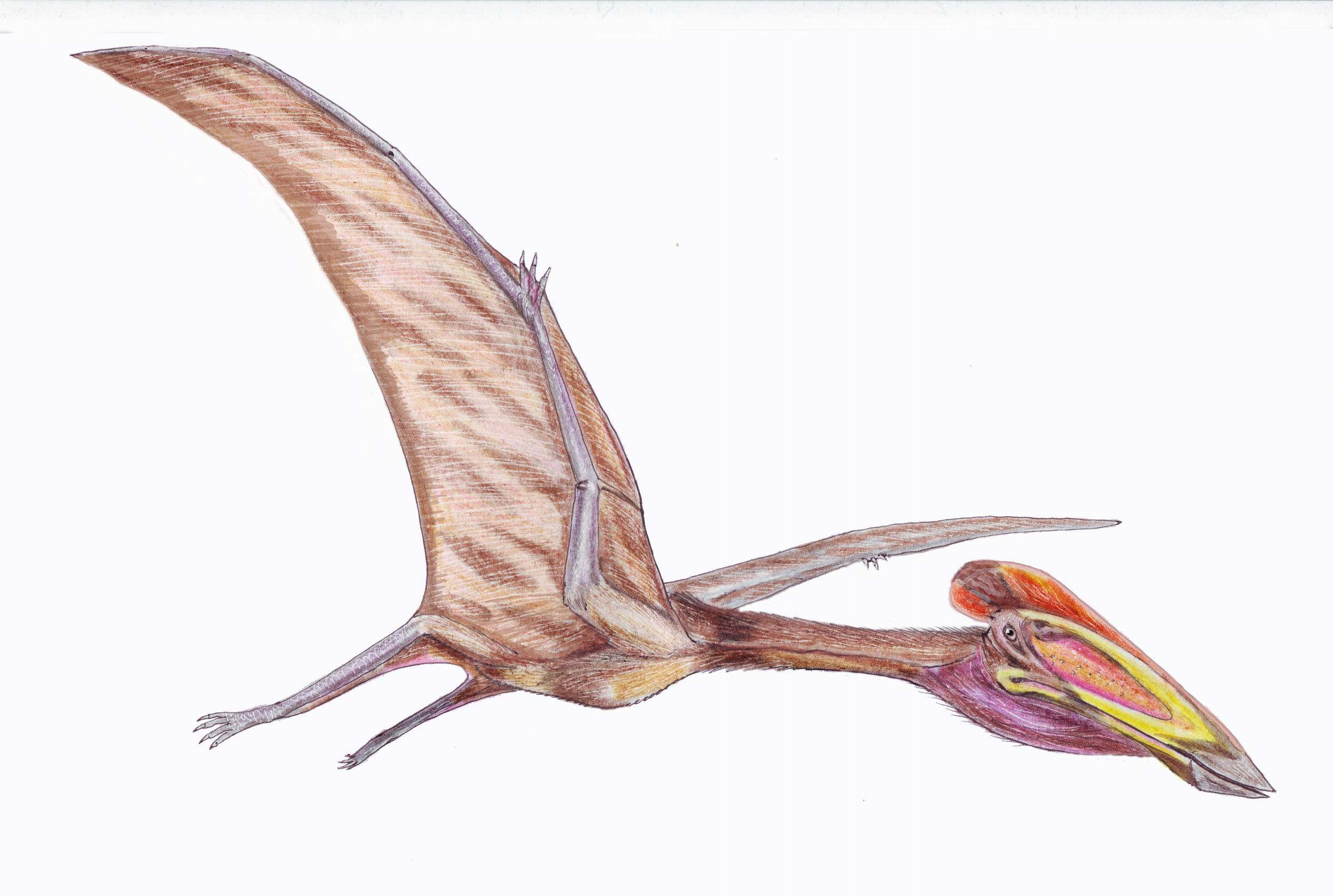
科科尼翼龍的想像圖

包科尼翼龍的下頜缺乏牙齒，下頜的左右骨頭在前半段癒合，後面形成一個矛狀的空間（參見此圖 （页面存档备份，存于））。包科尼翼龍是種中型的翼龍類，嘴部的長度為29公分，翼展為3.5到4公尺。與其他神龍翼龍類相比，包科尼翼龍的口鼻部高，類似古神翼龍，因此可能有不一樣的食性。包科尼翼龍可能是小型魚類或青蛙為食。

## 外部連結
- Bakonydraco in The Pterosaur Database